# Tine van Berken
Tine van Berken, pseudoniem van Anna Christina Berkhout (Amsterdam, 29 september 1870 – Amsterdam, 7 december 1899) was een Nederlandse kinderboekenschrijfster. Ze schreef ook onder de naam Anna Koubert (Koubert is een anagram van haar achternaam zonder h.)

## Biografie
Ze werd geboren binnen het gezin van waarnemend griffier Hermanus Berkhout en Machteld Snoek uit de Bloemstraat. Ze huwde in 1895 kantoorbediende Christoffel Cornelis Witmond. Van Berken overleed op 29-jarige leeftijd aan tuberculose en werd begraven op de Amsterdamse Nieuwe Oosterbegraafplaats.
Tine groeide op in de Amsterdamse Jordaan. Ze ging naar een nette lagere school aan de Herengracht. Een aansluitende studie vond plaats aan de kweekschool. In 1888 deed ze daar examen en ging doceren aan diverse scholen binnen Amsterdam. Na haar huwelijk ging ze verhaaltjes schrijven voor bijvoorbeeld het Zondagsblad (onder pseudoniem Anna Koubert).
Haar productie was zeer hoog; de meeste titels van haar hand verschenen bij H.J.W. Becht in Amsterdam. In haar eerste boek  Een klaverblad van vier gaan de vier hoofdpersoontjes met hun familie op vakantie naar Baarn. Zo gaan ze naar het Bergje van Juffrouw Elias om uit te kijken over de Eem en ontdekken in het Baarnse Bos de Lindenkom, de Grote Kom en het Doolhof. Ze verdwalen in het Overbosch en worden door een zolderschuit over de Praamgracht gezet. In de Lage Vuursche zien ze een kapel en een grot.
Een aantal jaren voor haar dood ontving ze de eerste prijs voor Moeder Wassink in een novellewedstrijd uitgeschreven door Elsevier's Geïllustreerd Maandschrift. Ook verscheen een aantal verhalen van haar in het mede door haar opgerichte meisjesblad Lente, dat ze zelf ook redigeerde.
Een biografie over haar werd geschreven door Johan Daisne. Tine komt ook voor in diens roman De Trap van steen en wolken.

### Tentoonstellingen
In 1993 en 1994 vonden er over haar kleine tentoonstellingen plaats in de centrale bibliotheken van Rotterdam en Amsterdam. Bij deze tentoonstellingen is een catalogus verschenen,'100 jaar Tine van Berken, eerste Nederlandse meisjesboekenschrijfster', waarvan er ruim 1000 zijn verkocht. Deze catalogus is te vinden bij de openbare bibliotheek Rotterdam en Amsterdam en Atria, kennisinstituut voor emancipatie en vrouwengeschiedenis waar zich ook het bronnenmateriaal voor het schrijven van deze catalogus bevindt. De inhoud van de catalogus behandelt Tine van Berkens levensgeschiedenis, haar invloed op Johan Daisne en Top Naeff, het emancipatorisch karakter van haar boeken, de oplagecijfers van Uitgeverij Becht waar haar boeken verschenen en de complete bibliografie.

## Biografie
- Johan Daisne - Tine van Berken, of de intelligentie der ziel (1962)

- Biografisch Portaal: 18406090
- Digitale Bibliotheek voor de Nederlandse Letteren: witm001
- International Standard Name Identifier: 0000 0003 9340 5818
- Library of Congress Control Number: no2020066352
- Nederlandse Thesaurus van Auteursnamen: 06995898X
- LIBRIS: 278521
- Virtual International Authority File: 287705909